# Lisa Middelhauve
Elisabeth Rodermund (nacida como Elisabeth Schaphaus; Bielefeld, Alemania; 28 de noviembre de 1980), más conocida como Lisa Middelhauve, es una cantante alemana, conocida por haber sido la vocalista de la banda de metal sinfónico Xandria.

## Biografía
Desde pequeña Lisa demostró talentos musicales, tocando el teclado a los 3 años de edad y más adelante tomó clases de violín, las cuales dejó a la edad de 10 años ya que creía que no tenía futuro solamente tocando aquel instrumento. Años más adelante, su inquietud musical la llevó a escribir canciones, tocar piano y cantar. De esta manera, ganaba algo de dinero tocando canciones melancólicas e incluso el "Ave María" en matrimonios.

## Carrera musical

### 2000-2008: Xandria
Cercano al año 2000, Lisa concursó en una fiesta en un pub irlandés, donde fue descubierta por Marco Heubaum para así transformarse en la vocalista de la banda de metal sinfónico/metal gótico Xandria. Lisa, además de colaborar con su voz en la banda, se encargó de la escritura de las canciones y de tocar el piano. Durante el año 2000, la agrupación comienza a registrar las canciones para el primer demo, llamado Kill The Sun, y al mismo tiempo, revistas de música alemana definían a Xandria como "Mejor nuevo grupo del año". A finales del año 2001, los cambios de alineación se acabaron, dejando así a Marco, Lisa, Philip Restemeier, Roland Krueger y Gerit Lamm como miembros estables para comenzar sus primeros conciertos en Alemania.
Lisa liderando la banda, tuvo gran aceptación por el público oyente, por lo cual el año 2004 la agrupación lanzó el álbum Ravenheart, obteniendo muy buenas críticas. El álbum entró a las listas de popularidad todavía más alto que el debut y se quedó en el top 100 por siete semanas. Éxito que impresionó mucho a la banda, al ser un álbum con muchas ideas distintas. Lisa ha demostrado en vivo que puede cantar con voz guturalcomo en la canción "Snow White", perteneciente a este álbum, aunque la versión del disco no incluye este tipo de voz.
En el año 2007 la banda lanza su cuarto álbum de estudio, titulado Salomé - The Seventh Veil. En este trabajo, la banda incorpora voces masculinas en algunas canciones, algo inusual hasta entonces. 
En abril del año 2008, Lisa Middelhaive deja la banda por motivos personales, por lo cual la banda se ve obligada a buscar una nueva vocalista.

### 2010-presente: Tours con Xandria y carrera en solitario
Ese mismo año 2008 ingresa en su reemplazo Kerstin Bischof, amiga de Lisa. Esta deja la banda por motivos personales y para centrarse en su propia carrera musical (2010). Provisionalmente, Xandria anunció que su exvocalista Lisa Middelhauve reemplazará a Kerstin en el tour por México (el cual fue cancelado por problemas con el promotor de dichos conciertos) y unas presentaciones en Grecia, pero que Xandria continuaba la búsqueda de una nueva vocalista. Llega finalmente Manuela Kraller. 
Después de su última colaboración con Xandria en 2010, Lisa fue invitada como cantante de la banda francesa de metal filarmónico Whyzdom. También colaboró con Serenity, acompañándolos en varios conciertos.
En el año 2012, Lisa emitió un comunicado, diciendo que terminará el proceso de grabación de nuevo material, pero esta vez como solista, mostrando diversas canciones vía internet. 

## Vida personal
Lisa, junto con su compañero de agrupación Nils Middelhauve, contraen matrimonio en 2005, unión que finalizó el 2013.
En el 2017 contrajo matrimonio con Jax Rod. Su hija nació en el 2018.

## Discografía

### Como solista
- TBA

### Con Xandria
Demos:
- Kill the Sun (2000)

Álbumes:
- Kill the Sun (2003)
- Ravenheart (2004)
- India ( 2005)
- Salomé - The Seventh Veil (2007)
- Now & Forever - Best of Xandria (2008)

Sencillos:
- "Ravenheart" (2004)
- "Eversleeping" (2004)
- "Save My Life" (2007)

Sencillos promocionales:
- "Kill the Sun" (2003)
- "In Love With the Darkness" (2005)
- "Sisters of the Light" (2007), como Xandria vs. Jesus on Extasy